# Gunnar Hedström

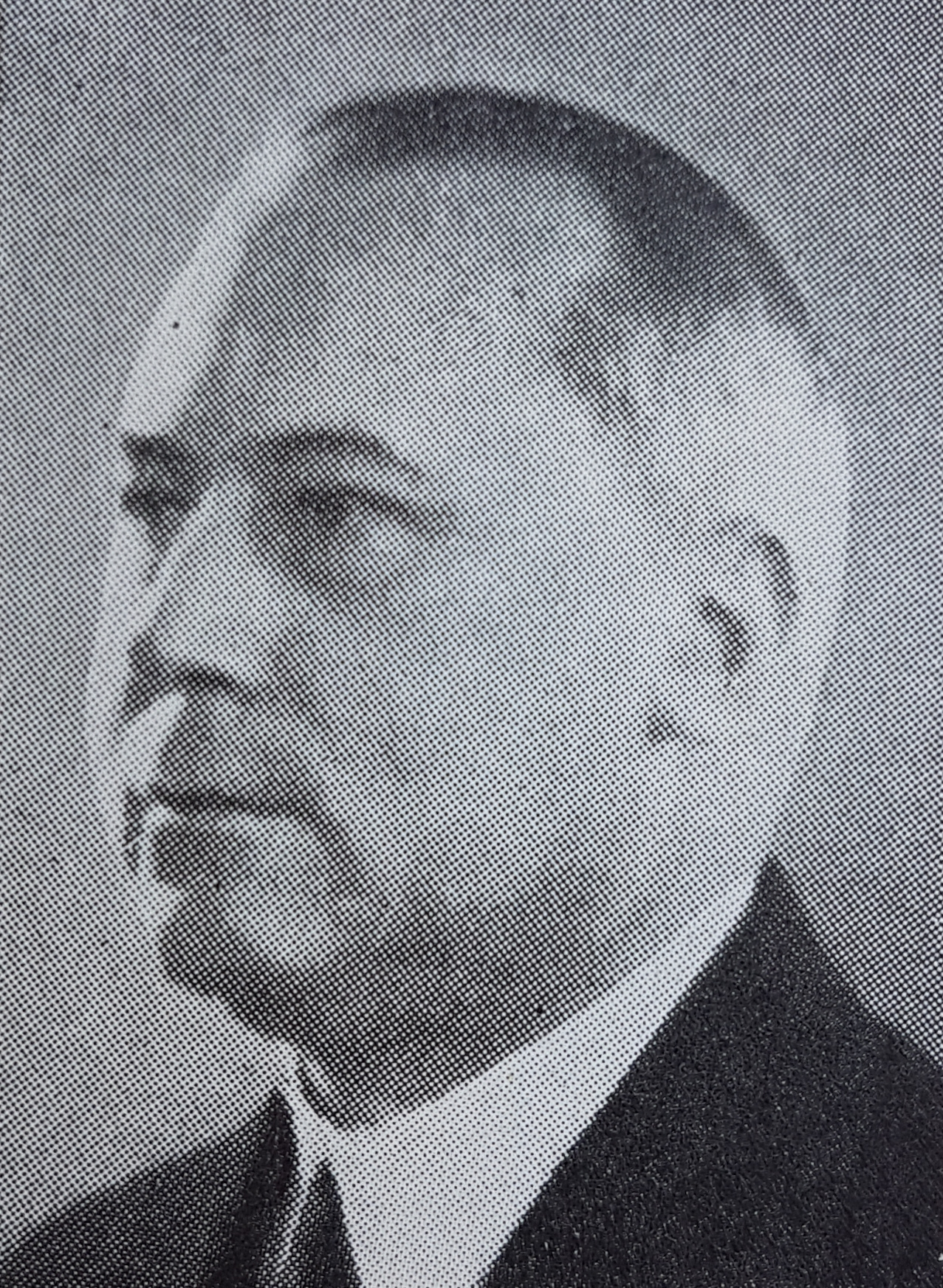
Gunnar Hedström

Karl Fredrik Gunnar Hedström, född 31 december 1890 i Lemnhults församling i Jönköpings län, död 22 oktober 1982 i Lunds domkyrkoförsamling, var en svensk professor.
Han var son till fanjunkaren Johan Hedström och hans hustru Gustafa Björck samt från 1923 gift med Anna Elisabeth Nilsson. Efter avlagd studentexamen 1909 i Växjö inledde han sina högre studier med en fil. kand. i Lund 1913 som följdes av filosofisk ämbetsexamen 1914,  fil. lic. 1918. Han arbetade som vikarierande läroverkslärare 1919–1923 innan han anställdes vid Svenska Akademiens ordboksredaktion där han var ordboksredaktör fram till 1927. Han disputerade för en fil. dr. 1932 med en avhandling om det småländska folkmålet. Han var sedan 1932 knuten till Lunds universitet som docent i nordisk folkmålsforskning och blev souschef för Svenska Akademiens ordboksredaktion 1934 samt föreståndare för Landsmålsundersökningarna som bedrevs vid Lunds universitet från 1937. Som skribent medverkade han med artiklar, uppsatser och recensioner i flera språkvetenskapliga tidskrifter dessutom utgav han ett flertal fackböcker.